# Хумбан-нікаш II
Хумбан-нікаш II (д/н — 651 до н. е.) — співцар Еламу близько 653—651 років до н. е. В ассирійських джерелах відомий як Умманігаш.

## Життєпис
Походив з династії Хумбан-тахрідів. Син царя Уртаґу. Вперше письмо згадується у 667/666 році до н.е., де йменується спадкоємцем трону. 664 року до н. е. після смерті батька його родич Темпті-Хумбан-Іншушинак з метою захопити владу в усьому Еламі, вирішив убити Хумбан-нікаша та двох його рідних (Умманапа і Таммаріту) і двох стриєчних братів. Тому вони втекли разом до Ассирії, де отримали прихисток від царя Ашшурбанапала.
Хумбан-нікаш мешкав при ассирійському дворі до 653 року до н. е., коли Ашшурбанапал переміг Темпті-Хумбан-Іншушинака, захопивши Елам. За цим було розділено Елам між Хумбан-нікашем II, що отримав західну частину з резиденцією в Мадакту і Сузи, його брат Таммаріту I — південні й центральні землі, а стриєчний брат Атта-хаміті-Іншушинак — схід з містом Аншан. Усі  визнали зверхність ассирійського царя.
Невдовзі спалахнуло антиассирійське повстання Шамаш-шум-укіна, царя Вавилону. Той спробував спертися на Хумбан-нікаша II. Він послав йому дарунки і схилив на свій. Спочатку цар Еламу відправив до Вавилонії загони на чолі родичем Ундасі. 651 року до н. е. після вступу Ашшурбанапала до Вавилонії, особисто рушив проти нього. Спочатку взяв в облогу місто Урук. В свою чергу халдейський «князь» Набу-бел-шумате (онук колишнього вавилонського царя Мардук-апла-іддіни II) перейшов на бік еламітів, захопивши місто Ур. Шамаш-шум-укін спробув з'єднатися з еламським військом, але у битві біля міста Баб-Самі зазнав нової поразки. Слідом за цим зазнало поразки еламітське військо. Проти Хумбан-нікаша II виступив його співцар Таммаріту I, який завдав поразки, захопив суперника й стратив разом з синами.